# المركز الوطني للجلود والأحذية
المركز الوطني للجلود والأحذية هو مركز فني تونسي تحت وصاية وزارة الصناعة التونسية ذات صبغة اقتصادية، تم انشاؤه تحت موجب قانون رقم 69/9 المؤرخ في يوم 24 جانفي 1969.

## مرجع
1. ↑  مذكور في: GRID Release 2017-05-22. تاريخ النشر: 22 مايو 2017. مُعرِّف الغرض الرَّقميُّ (DOI): 10.6084/M9.FIGSHARE.5032286.
2. ↑  (بالفرنسية) مهمة المركز نسخة محفوظة 25 مارس 2019 على موقع واي باك مشين. [وصلة مكسورة]